# Carayac
Carayac ist eine französische Gemeinde mit 107 Einwohnern (Stand 1. Januar 2022) im Département Lot in der Region Okzitanien (vor 2016: Midi-Pyrénées). Die Gemeinde gehört zum Arrondissement Figeac und zum Kanton Causse et Vallées.
Laut Cassagne leitet sich der heutige Name der Gemeinde von den früheren Namen Cariacum (Villa des Carius) ab.
Die Einwohner werden Carayacois und Carayacoises genannt.

## Geographie
Carayac liegt circa elf Kilometer südwestlich von Figeac in dessen Einzugsbereich (Aire urbaine) in der historischen Provinz Quercy am südöstlichen Rand des Départements.
Umgeben wird Carayac von den fünf Nachbargemeinden:
|          | Béduer                                      |                     |
| Gréalou  | Kompassrose, die auf Nachbargemeinden zeigt | Saint-Pierre-Toirac |
| Montbrun | Larroque-Toirac                             |                     |

Obwohl an mehreren Stellen das Wasser aus der Erde tritt, durchquert kein Fließgewässer das Gebiet der Gemeinde.

## Geschichte

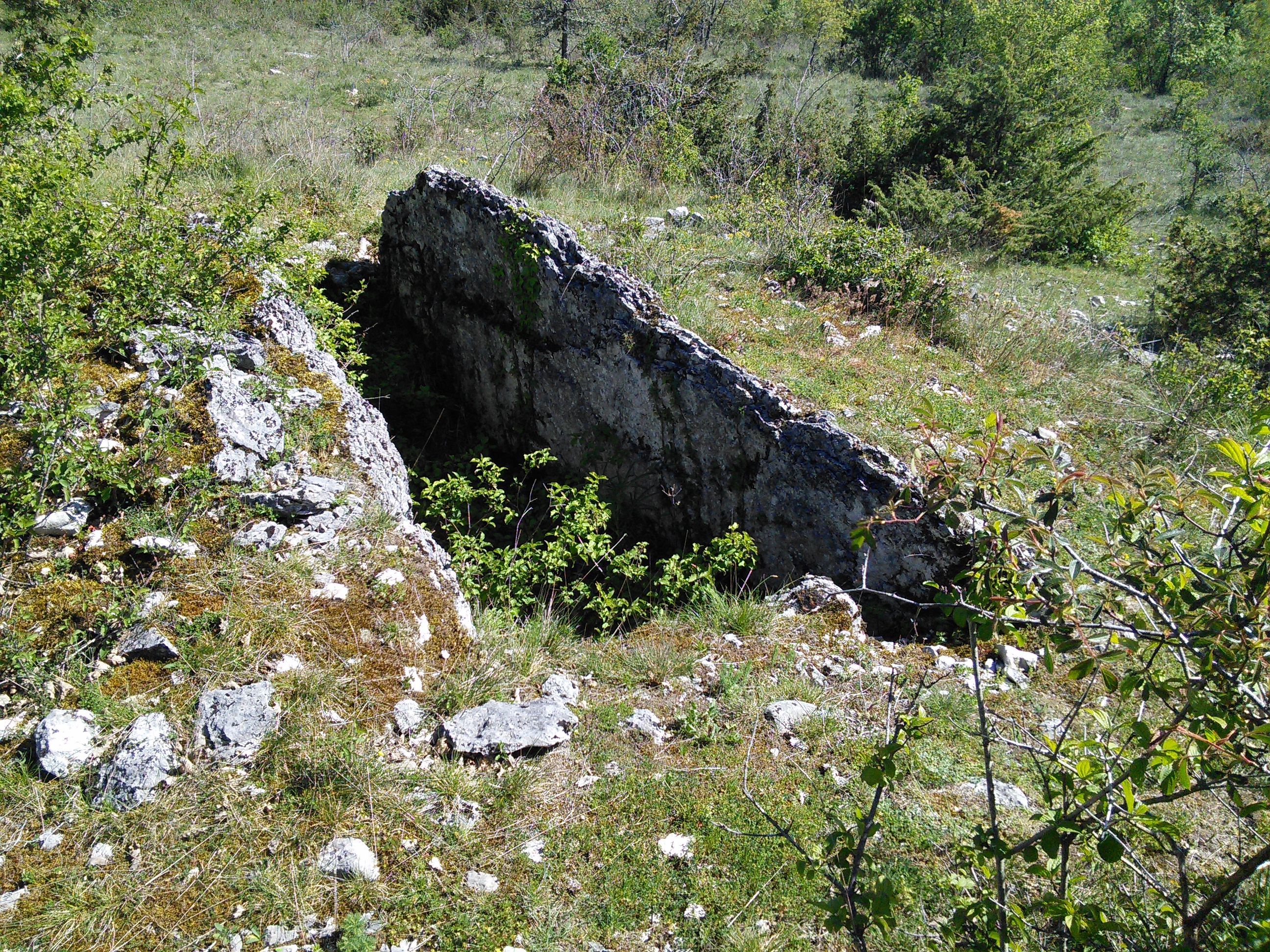
Dolmen von Cavarroc in Carayac

Die erstmalige Erwähnung von Carayac erfolgte unter dem Namen Cayrac oder Cariac in einer Bulle des Papstes Eugen III. aus dem Jahr 1146 zugunsten der Abtei von Figeac. Im Jahre 1326 wurde die Pfarrgemeinde vereinigt und unterstand dem Kloster von Espagnac.

## Einwohnerentwicklung
Nach Beginn der Aufzeichnungen stieg die Einwohnerzahl bei Beginn des 19. Jahrhunderts auf einen Höchststand von rund 455. In der Folgezeit sank die Größe der Gemeinde bei kurzen Erholungsphasen bis zu den 1980er Jahren auf rund 50 Einwohner, bevor sich eine Wachstumsphase einstellte, die bis heute anhält.
| Jahr      | 1962 | 1968 | 1975 | 1982 | 1990 | 1999 | 2006 | 2011 | 2022 |
| --------- | ---- | ---- | ---- | ---- | ---- | ---- | ---- | ---- | ---- |
| Einwohner | 72   | 53   | 57   | 52   | 59   | 82   | 80   | 80   | 107  |

## PfarrkircheSaint-Etienne
Die Bauweise des größten Teils der heutigen Kirche lässt ihre Errichtung auf das 11. Jahrhundert datieren. Die beiden Kapellen an der Nord- und Südseite wurden vermutlich im 17. Jahrhundert hinzugefügt. Der Glockenturm wurde gegen 1860 gebaut, wie das Datum über seinem Eingang belegt. Die im romanischen Stil gehaltene Kirche besteht aus einem einschiffigen Langhaus, das mit einer flachen Apsis abgeschlossen wird, die breiter als der Triumphbogen ist. Das Mauerwerk des 11. Jahrhunderts besteht ausschließlich aus Bruchsteinen, die für die Gewände der Fenster, Türen und Bögen sorgfältig zugeschnitten wurden. Nur die Westfassade des Glockenturms ist mit Werksteinen erbaut. Die Wände sind innen verschönert durch Bemalungen der Bögen, doppelt in der Apsis, einfach im Langhaus. Zwei Pilaster trennen das Langhaus optisch in zwei Jochen. Die Höhe der Wände und ihre geringe Stärke lassen darauf schließen, dass das Langhaus einst mit einer Balkendecke versehen war. Die Apsis ist mit einer pyramidenförmigen Kuppel gedeckt. Die beiden Seitenkapellen sind mit Kreuzgratgewölben versehen.

## Wirtschaft und Infrastruktur

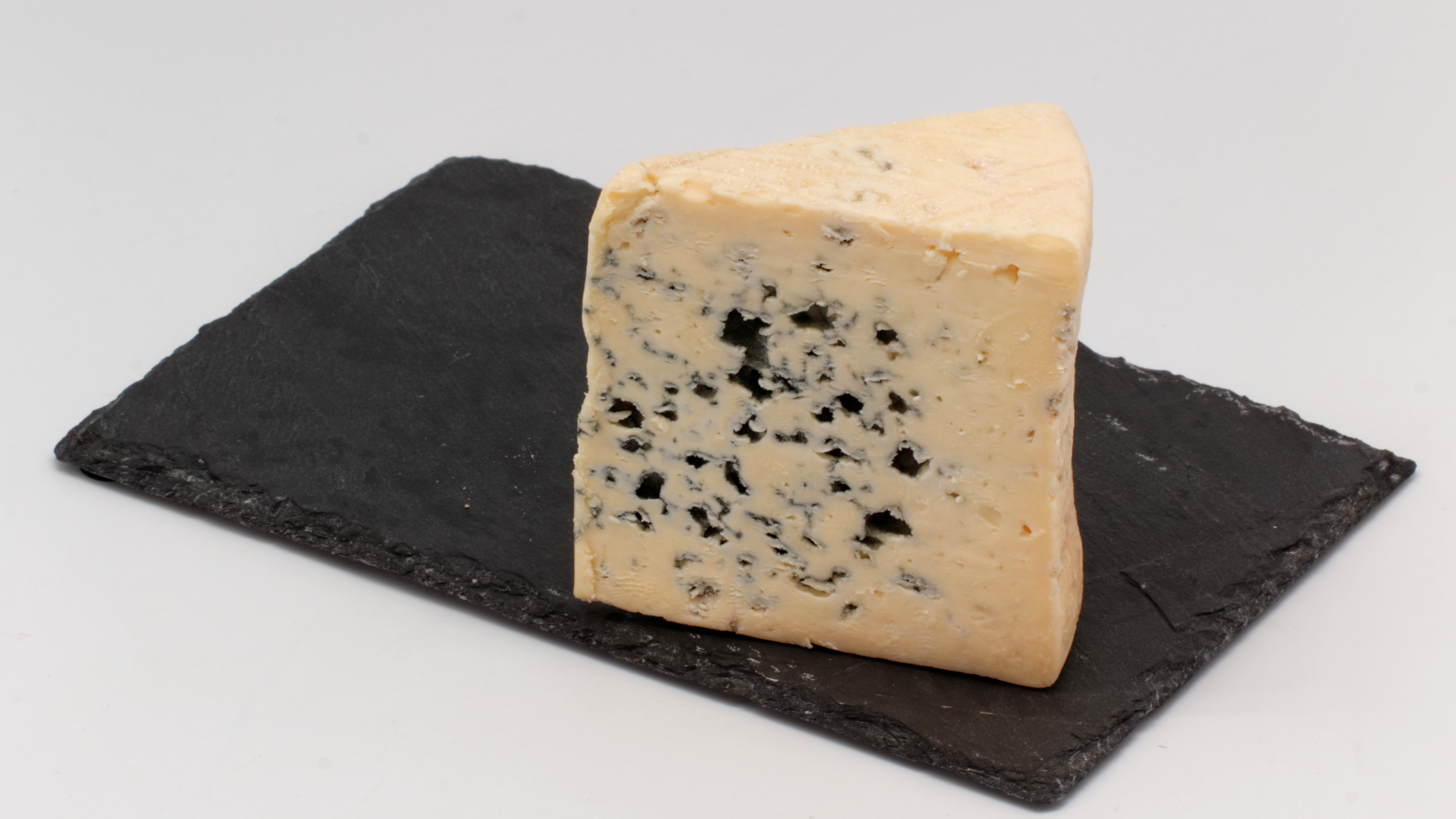
Blauschimmelkäse Bleu des Causses
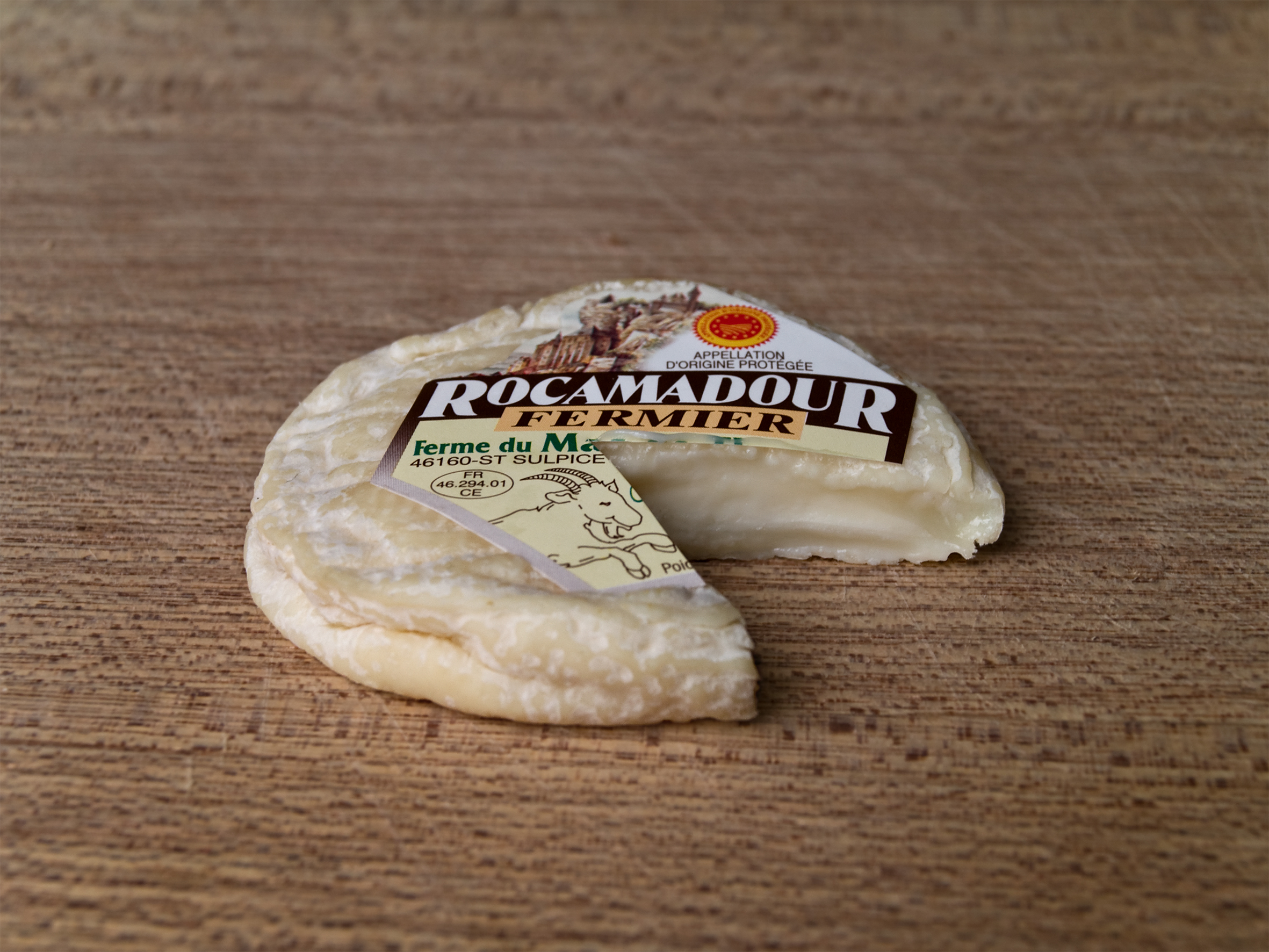
Rocamadour-Käse

Carayac liegt in den Zonen AOC des Blauschimmelkäses Bleu des Causses und des Rocamadour, eines Käses aus Ziegenmilch.

### Verkehr
Carayac wird durchquert von der Route départementale 38.